# Mr. President/Diskografie
Diese Diskografie ist eine Übersicht über die musikalischen Werke der deutschen Eurodance-Band Mr. President. Den Schallplattenauszeichnungen zufolge hat sie bisher mehr als 2,3 Millionen Tonträger verkauft. Ihre erfolgreichste Veröffentlichung ist die Single Coco Jamboo mit über 945.000 verkauften Einheiten.

## Alben

### Studioalben
| Jahr | Titel Musiklabel                                                   | Höchstplatzierung, Gesamtwochen, AuszeichnungChartplatzierungen (Jahr, Titel, Musiklabel, Platzierungen, Wochen, Auszeichnungen, Anmerkungen) | Höchstplatzierung, Gesamtwochen, AuszeichnungChartplatzierungen (Jahr, Titel, Musiklabel, Platzierungen, Wochen, Auszeichnungen, Anmerkungen) | Höchstplatzierung, Gesamtwochen, AuszeichnungChartplatzierungen (Jahr, Titel, Musiklabel, Platzierungen, Wochen, Auszeichnungen, Anmerkungen) | Höchstplatzierung, Gesamtwochen, AuszeichnungChartplatzierungen (Jahr, Titel, Musiklabel, Platzierungen, Wochen, Auszeichnungen, Anmerkungen) | Höchstplatzierung, Gesamtwochen, AuszeichnungChartplatzierungen (Jahr, Titel, Musiklabel, Platzierungen, Wochen, Auszeichnungen, Anmerkungen) | Anmerkungen                                               |
| Jahr | Titel Musiklabel                                                   | DE | AT | CH | UK | US | Anmerkungen                                               |
| ---- | ------------------------------------------------------------------ | --- | --- | --- | --- | --- | --------------------------------------------------------- |
| 1995 | Up’n Away – The Album WEA Records (WMG)                            | DE37 (9 Wo.)DE | — | CH38 (3 Wo.)CH | — | — | Erstveröffentlichung: 23. März 1995 Verkäufe: + 46.925    |
| 1996 | We See the Same Sun auch bekannt als: Coco Jumbo WEA Records (WMG) | DE16 (24 Wo.)DE | AT15 (16 Wo.)AT | CH9 Gold · (25 Wo.)CH | — | — | Erstveröffentlichung: 17. Mai 1996 Verkäufe: + 499.427    |
| 1997 | Nightclub auch bekannt als: Joe Joe Action WEA Records (WMG)       | DE10 (10 Wo.)DE | AT15 (14 Wo.)AT | CH11 (8 Wo.)CH | — | — | Erstveröffentlichung: 25. August 1997 Verkäufe: + 100.000 |
| 1999 | Space Gate WEA Records (WMG)                                       | DE5 (9 Wo.)DE | AT22 (7 Wo.)AT | CH11 (10 Wo.)CH | — | — | Erstveröffentlichung: 25. Mai 1999                        |
| 2003 | Forever and One Day Epic Records (Sony)                            | — | — | — | — | — | Erstveröffentlichung: 7. März 2003                        |

### Kompilationen
| Jahr | Titel Musiklabel                                  | Anmerkungen                             |
| ---- | ------------------------------------------------- | --------------------------------------- |
| 1997 | Mr. President WEA Records (WMG)                   | Erstveröffentlichung: 15. Juli 1997     |
| 1998 | Happy People WEA Records (WMG)                    | Erstveröffentlichung: 26. August 1998   |
| 2000 | A Kind of … Best! – The Singles WEA Records (WMG) | Erstveröffentlichung: 20. November 2000 |
| 2009 | Unreleased First Class Dancefloor Music (FCDM)    | Erstveröffentlichung: 28. Juli 2009     |

## Singles

### Als Leadmusiker
| Jahr | Titel Album                                            | Höchstplatzierung, Gesamtwochen, AuszeichnungChartplatzierungen (Jahr, Titel, Album, Platzierungen, Wochen, Auszeichnungen, Anmerkungen) | Höchstplatzierung, Gesamtwochen, AuszeichnungChartplatzierungen (Jahr, Titel, Album, Platzierungen, Wochen, Auszeichnungen, Anmerkungen) | Höchstplatzierung, Gesamtwochen, AuszeichnungChartplatzierungen (Jahr, Titel, Album, Platzierungen, Wochen, Auszeichnungen, Anmerkungen) | Höchstplatzierung, Gesamtwochen, AuszeichnungChartplatzierungen (Jahr, Titel, Album, Platzierungen, Wochen, Auszeichnungen, Anmerkungen) | Höchstplatzierung, Gesamtwochen, AuszeichnungChartplatzierungen (Jahr, Titel, Album, Platzierungen, Wochen, Auszeichnungen, Anmerkungen) | Anmerkungen                                                     |
| Jahr | Titel Album                                            | DE | AT | CH | UK | US | Anmerkungen                                                     |
| ---- | ------------------------------------------------------ | --- | --- | --- | --- | --- | --------------------------------------------------------------- |
| 1993 | MM –                                                   | — | — | — | — | — | Erstveröffentlichung: 23. August 1993                           |
| 1994 | Up’n Away Up’n Away – The Album                        | DE12 Gold · (20 Wo.)DE | AT6 (13 Wo.)AT | CH17 (9 Wo.)CH | — | — | Erstveröffentlichung: 15. Oktober 1994 Verkäufe: + 250.000      |
| 1995 | I’ll Follow the Sun Up’n Away – The Album              | DE23 (14 Wo.)DE | AT18 (10 Wo.)AT | CH16 (9 Wo.)CH | — | — | Erstveröffentlichung: 3. März 1995                              |
| 1995 | 4 On the Floor Up’n Away – The Album                   | DE38 (9 Wo.)DE | — | — | — | — | Erstveröffentlichung: 9. Mai 1995                               |
| 1995 | Gonna Get Along (Without Ya Now) Up’n Away – The Album | DE31 (17 Wo.)DE | — | — | — | — | Erstveröffentlichung: 31. August 1995 Original: Roy Hogsed      |
| 1996 | Coco Jamboo We See the Same Sun                        | DE2 Platin · (30 Wo.)DE | AT1 Gold · (19 Wo.)AT | CH1 Gold · (26 Wo.)CH | UK8 Silber · (12 Wo.)UK | US21 (20 Wo.)US | Erstveröffentlichung: 29. März 1996 Verkäufe: + 962.500         |
| 1996 | I Give You My Heart We See the Same Sun                | DE7 Gold · (17 Wo.)DE | AT12 (12 Wo.)AT | CH6 (14 Wo.)CH | UK52 (2 Wo.)UK | — | Erstveröffentlichung: 26. Juli 1996 Verkäufe: + 250.000         |
| 1996 | Show Me the Way We See the Same Sun                    | DE28 (13 Wo.)DE | AT18 (12 Wo.)AT | CH21 (11 Wo.)CH | — | — | Erstveröffentlichung: 1. November 1996                          |
| 1997 | Jojo Action Nightclub                                  | DE4 Gold · (14 Wo.)DE | AT3 (17 Wo.)AT | CH5 (17 Wo.)CH | UK73 (1 Wo.)UK | — | Erstveröffentlichung: 9. Juni 1997 Verkäufe: + 250.000          |
| 1997 | Take Me to the Limit Nightclub                         | DE11 (12 Wo.)DE | AT16 (11 Wo.)AT | CH21 (5 Wo.)CH | — | — | Erstveröffentlichung: 8. September 1997                         |
| 1997 | Where Do I Belong Nightclub                            | DE49 (10 Wo.)DE | AT25 (9 Wo.)AT | — | — | — | Erstveröffentlichung: 1. Dezember 1997 feat. Münchener Freiheit |
| 1998 | Happy People Nightclub                                 | DE15 (12 Wo.)DE | AT16 (12 Wo.)AT | CH17 (11 Wo.)CH | — | — | Erstveröffentlichung: 2. Juni 1998                              |
| 1999 | Give a Little Love Space Gate                          | DE13 (12 Wo.)DE | AT8 (11 Wo.)AT | CH18 (10 Wo.)CH | — | — | Erstveröffentlichung: 26. April 1999                            |
| 1999 | Simbaleo Space Gate                                    | DE30 (9 Wo.)DE | AT40 (2 Wo.)AT | CH24 (7 Wo.)CH | — | — | Erstveröffentlichung: 7. August 1999                            |
| 2003 | Love, Sex & Sunshine Forever and One Day               | DE23 (9 Wo.)DE | AT35 (10 Wo.)AT | — | — | — | Erstveröffentlichung: 3. Februar 2003                           |
| 2003 | Forever (and One Day) Forever and One Day              | DE51 (6 Wo.)DE | AT48 (4 Wo.)AT | — | — | — | Erstveröffentlichung: 2. Juni 2003                              |
| 2006 | Mega Mixes –                                           | — | — | — | — | — | Erstveröffentlichung: 22. August 2006                           |

### Als Gastmusiker
| Jahr | Titel Album                                          | Höchstplatzierung, Gesamtwochen, AuszeichnungChartplatzierungen (Jahr, Titel, Album, Platzierungen, Wochen, Auszeichnungen, Anmerkungen) | Höchstplatzierung, Gesamtwochen, AuszeichnungChartplatzierungen (Jahr, Titel, Album, Platzierungen, Wochen, Auszeichnungen, Anmerkungen) | Höchstplatzierung, Gesamtwochen, AuszeichnungChartplatzierungen (Jahr, Titel, Album, Platzierungen, Wochen, Auszeichnungen, Anmerkungen) | Höchstplatzierung, Gesamtwochen, AuszeichnungChartplatzierungen (Jahr, Titel, Album, Platzierungen, Wochen, Auszeichnungen, Anmerkungen) | Höchstplatzierung, Gesamtwochen, AuszeichnungChartplatzierungen (Jahr, Titel, Album, Platzierungen, Wochen, Auszeichnungen, Anmerkungen) | Anmerkungen                                                                |
| Jahr | Titel Album                                          | DE | AT | CH | UK | US | Anmerkungen                                                                |
| ---- | ---------------------------------------------------- | --- | --- | --- | --- | --- | -------------------------------------------------------------------------- |
| 1996 | Love Message –                                       | DE4 (20 Wo.)DE | AT12 (12 Wo.)AT | CH12 (13 Wo.)CH | — | — | Erstveröffentlichung: 5. Februar 1996 mit Love Message                     |
| 1996 | Children –                                           | DE19 (13 Wo.)DE | AT31 (6 Wo.)AT | CH12 (15 Wo.)CH | — | — | Erstveröffentlichung: 4. April 1996 mit Hand in Hand for Children e.V.     |
| 1997 | Children Need a Helping Hand –                       | DE25 (15 Wo.)DE | AT20 (10 Wo.)AT | CH8 (10 Wo.)CH | — | — | Erstveröffentlichung: 23. Juli 1997 mit Hand in Hand for Children e.V.     |
| 1998 | Let the Music Heal Your Soul Bravo Hits 21 (Sampler) | DE6 (12 Wo.)DE | AT22 (8 Wo.)AT | CH5 (14 Wo.)CH | UK36 (3 Wo.)UK | US60 (4 Wo.)US | Erstveröffentlichung: 17. Mai 1998 mit den Bravo All Stars                 |
| 1998 | Children of the World –                              | DE65 (5 Wo.)DE | — | — | — | — | Erstveröffentlichung: 23. November 1998 mit Hand in Hand for Children e.V. |
| 2001 | Future in Your Hand –                                | — | — | — | — | — | Erstveröffentlichung: 3. Dezember 2001 mit Hand in Hand for Children e.V.  |
| 2002 | Never Give Up –                                      | — | — | — | — | — | Erstveröffentlichung: 25. November 2002 mit Hand in Hand for Children e.V. |

## Videoalben und Musikvideos

### Videoalben
| Jahr | Titel Musiklabel                 | Anmerkungen                            |
| ---- | -------------------------------- | -------------------------------------- |
| 1997 | Night Clubbing WEA Records (WMG) | Erstveröffentlichung: 24. Oktober 1997 |

### Musikvideos
| Jahr | Titel                            | Regie                        |
| ---- | -------------------------------- | ---------------------------- |
| 1994 | Up’n Away                        | Hubert Bodner                |
| 1995 | I’ll Follow the Sun              | Czar                         |
| 1995 | 4 On the Floor                   |                              |
| 1995 | Gonna Get Along (Without Ya Now) | John Buche                   |
| 1996 | Coco Jamboo                      | John Buche                   |
| 1996 | I Give You My Heart              | John Buche, Florian Kehrer   |
| 1996 | Show Me the Way                  | John Buche                   |
| 1996 | Love Message                     | Matthias Morick              |
| 1996 | Children                         |                              |
| 1997 | Jojo Action                      |                              |
| 1997 | Take Me to the Limit             | John Buche                   |
| 1997 | Where Do I Belong                | Sebastian Orlac              |
| 1997 | Children Need a Helping Hand     |                              |
| 1998 | Let the Music Heal Your Soul     |                              |
| 1998 | Happy People                     |                              |
| 1998 | Children of the World            |                              |
| 1999 | Give a Little Love               | Daniel Lwowski               |
| 1999 | Simbaleo                         | Stefan Klotz, Daniel Lwowski |
| 2001 | Future in Your Hand              |                              |
| 2003 | Love, Sex & Sunshine             | Robert Bröllochs             |
| 2003 | Forever (and One Day)            | Oliver Sommer                |

## Promoveröffentlichungen
| Jahr | Titel Album                       | Anmerkungen                                              |
| ---- | --------------------------------- | -------------------------------------------------------- |
| 1999 | Cachito Bandito Space Gate        | Erstveröffentlichung: 1999 Veröffentlichung nur in Japan |
| 2003 | Jack in the Box Forever & One Day | Erstveröffentlichung: 2003 Veröffentlichung nur in Japan |

## Sonderveröffentlichungen

### Lieder
| Jahr | Titel Album                                                      | Anmerkungen                                                    |
| ---- | ---------------------------------------------------------------- | -------------------------------------------------------------- |
| 1999 | This Is My World (Mr. President Mix) –                           | Erstveröffentlichung: 1999 Interpretation: B-Charme            |
| 2005 | From Paris to Berlin (DJ Aligator Meets Mr President Club Mix) – | Erstveröffentlichung: 2. Februar 2005 Interpretation: Infernal |

| Jahr | Titel Album                                | Anmerkungen                                                                      |
| ---- | ------------------------------------------ | -------------------------------------------------------------------------------- |
| 1996 | We Are the Champions Queen Dance Traxx 1   | Erstveröffentlichung: 31. Oktober 1996 als Teil von Acts United; Original: Queen |
| 1998 | Let the Music Heal Your Soul Bravo Hits 21 | Erstveröffentlichung: 27. Mai 1998 mit den Bravo All Stars                       |

### Videoalben
| Jahr | Titel Musiklabel                                       | Anmerkungen                                                          |
| ---- | ------------------------------------------------------ | -------------------------------------------------------------------- |
| 2003 | Forever & One Day (Deluxe-Edition) Epic Records (Sony) | Erstveröffentlichung: 30. Juli 2003 erweiterte Fassung mit Bonus-DVD |

## Statistik

### Chartauswertung
|                     | DE    | AT    | CH    | UK    | US    |
| ------------------- | ----- | ----- | ----- | ----- | ----- |
| Nummer-eins-Alben   | DE—DE | AT—AT | CH—CH | UK—UK | US—US |
| Top-10-Alben        | DE2DE | AT—AT | CH1CH | UK—UK | US—US |
| Alben in den Charts | DE4DE | AT3AT | CH4CH | UK—UK | US—US |

|                       | DE     | AT     | CH     | UK    | US    |
| --------------------- | ------ | ------ | ------ | ----- | ----- |
| Nummer-eins-Singles   | DE—DE  | AT1AT  | CH1CH  | UK—UK | US—US |
| Top-10-Singles        | DE5DE  | AT4AT  | CH5CH  | UK1UK | US—US |
| Singles in den Charts | DE20DE | AT17AT | CH14CH | UK4UK | US2US |

### Auszeichnungen für Musikverkäufe
| Goldene Schallplatte - Japan - 1997: für das Album Nightclub - Neuseeland - 1997: für die Single Coco Jamboo - Schweden - 1996: für die Single Coco Jamboo | Platin-Schallplatte - Australien - 1997: für die Single Coco Jamboo - Dänemark - 2025: für die Single Coco Jamboo - Finnland - 1996: für das Album We See the Same Sun - 1997: für das Album Up’n Away – The Album - Japan - 1997: für das Album We See the Same Sun - Norwegen - 1996: für die Single Coco Jamboo - Polen - 1996: für das Album We See the Same Sun |

Anmerkung: Auszeichnungen in Ländern aus den Charttabellen bzw. Chartboxen sind in ebendiesen zu finden.
| Land/RegionAuszeichnungen für Musikverkäufe (Land/Region, Auszeichnungen, Verkäufe, Quellen) | Silber  | Gold     | Platin     | Verkäufe  | Quellen                                                    |
| -------------------------------------------------------------------------------------------- | ------- | -------- | ---------- | --------- | ---------------------------------------------------------- |
| Australien (ARIA)                                                                            | —       | —        | Platin1    | 70.000    | aria.com.au                                                |
| Dänemark (IFPI)                                                                              | —       | —        | Platin1    | 90.000    | ifpi.dk                                                    |
| Deutschland (BVMI)                                                                           | —       | 3× Gold3 | Platin1    | 1.250.000 | musikindustrie.de                                          |
| Finnland (IFPI)                                                                              | —       | —        | 2× Platin2 | 121.352   | ifpi.fi                                                    |
| Japan (RIAJ)                                                                                 | —       | Gold1    | Platin1    | 300.000   | riaj.or.jp                                                 |
| Neuseeland (RMNZ)                                                                            | —       | Gold1    | —          | 7.500     | aotearoamusiccharts.co.nz                                  |
| Norwegen (IFPI)                                                                              | —       | —        | Platin1    | 20.000    | ifpi.no (Memento vom 5. November 2012 im Internet Archive) |
| Österreich (IFPI)                                                                            | —       | Gold1    | —          | 25.000    | ifpi.at                                                    |
| Polen (ZPAV)                                                                                 | —       | —        | Platin1    | 100.000   | olis.pl                                                    |
| Schweden (IFPI)                                                                              | —       | Gold1    | —          | 25.000    | sverigetopplistan.se                                       |
| Schweiz (IFPI)                                                                               | —       | 2× Gold2 | —          | 50.000    | hitparade.ch                                               |
| Vereinigtes Königreich (BPI)                                                                 | Silber1 | —        | —          | 200.000   | bpi.co.uk                                                  |
| Insgesamt                                                                                    | Silber1 | 9× Gold9 | 8× Platin8 |           |                                                            |